# Державна інспекція зв'язку
Державна інспекція зв'язку — колишній урядовий орган державного управління (з 11 серпня 2010 року юридична особа) створений у складі Національної комісії з питань регулювання зв'язку Постановою Кабінету Міністрів № 844 від 31 серпня 2005 року.
1 грудня 2011 року, НКРЗ ухвалила рішення про ліквідацію інспекції. Ліквідована Постановою Кабінету Міністрів України № 151 від 29 лютого 2012.

## Повноваження

### Основні завдання[5]
1. участь у межах своєї компетенції в реалізації державної політики в галузі зв'язку;
2. здійснення державного нагляду за дотриманням:
  - суб'єктами  ринку  телекомунікацій - законодавства про телекомунікації, додержання ліцензійних умов, особливих умов ліцензій, стандартів, інших нормативних документів у сфері телекомунікацій;
  - користувачами радіочастотного ресурсу України - законодавства про радіочастотний ресурс України та запобігання правопорушенням при користуванні радіочастотним ресурсом України у смугах радіочастот загального користування;
  - операторами поштового зв'язку, їх відокремленими підрозділами - законодавства у сфері поштового зв'язку, додержання ліцензійних умов, стандартів, інших нормативних актів у сфері поштового зв'язку;
  - дипломатичними представництвами, консульськими установами іноземних держав, представництвами міжнародних організацій в Україні - умов користування радіочастотним ресурсом України, установлених спеціальними (тимчасовими спеціальними) дозволами на експлуатацію радіоелектронних засобів;
  - запобігання правопорушенням у сферах телекомунікацій, користування радіочастотним ресурсом України та поштового зв'язку.

## Відсутність ліцензії зв'язку
Згідно зі Статтею 29 ФЗ «Про зв'язок» для надання послуг зв'язку обов'язкова наявність ліцензії:
«Стаття 29. Ліцензування діяльності у сфері надання послуг зв'язку
1. Діяльність юридичних осіб та індивідуальних підприємців за безкоштовне надання послуг зв'язку здійснюється лише на підставі ліцензії на здійснення діяльності у сфері надання послуг зв'язку (далі - ліцензія).